# Hapoel Tel Aviv
De sportvereniging Hapoel Tel Aviv (Hebreeuws: הפועל תל אביב) is een club uit Tel Aviv, Israël, opgericht in 1923.
Hapoel betekent de arbeider in het Hebreeuws. De Hapoelclubs zijn traditioneel verbonden aan de algemene vakbond (Histadroet). Alle teams gebruiken rood (eventueel met combinaties) als huiskleur.
De sportvereniging is actief in elf sporten, inclusief basketbaclub Hapoel Tel Aviv en voetbalclub Hapoel Tel Aviv, een kajakclub, vrouwenbasketbalclub en andere takken die altijd tussen de eersten op hun gebied zijn.
De eerste selectie mannenbasketbal won vijf Israëlische kampioenschappen, vier Israëlische bekers. Het eerste elftal mannenvoetbal won dertien Israëlische kampioenschappen, elf Israëlische bekers, een Totocup en een Aziatisch kampioenschap.

## Huidige selectie
| Doelmannen    |                            |               |      |           |
| 1             | Stefan Marinovic           | Nieuw-Zeeland | 2023 |           |
| 22            | Ido Sharon                 | Israël        |      |           |
| 33            | Roy Baranes                | Israël        |      |           |
| Verdedigers   |                            |               |      |           |
| 2             | Ben Bitton                 | Israël        | 2023 |           |
| 4             | Or Israelov                | Israël        | 2023 |           |
| 5             | Tom Ahi Mordechai          | Israël        | 2024 |           |
| 6             | Edi Gotlieb                | Israël        | 2023 |           |
| 16            | Doron Leidner              | Israël        | 2023 |           |
| 18            | Dor Elo                    | Israël        | 2023 |           |
| 25            | Stav Lemkin                | Israël        | 2023 |           |
| Middenvelders |                            |               |      |           |
| 8             | Shlomi Azulay              | Israël        | 2023 |           |
| 10            | Idan Vered                 | Israël        | 2023 |           |
| 11            | Dan Einbinder (Aanvoerder) | Israël        | 2023 |           |
| 15            | Sintayehu Sallalich        | Israël        | 2023 |           |
| 20            | Godfried Roemeratoe        | Nederland     | 2023 | FC Twente |
| 23            | Li On Mizrahi              | Israël        | 2023 |           |
| -             | Hisham Layous              | Israël        | 2023 |           |
| -             | Pablo González             | ESP           | 2023 |           |
| Aanvallers    |                            |               |      |           |
| 7             | Osher Davida               | Israël        | 2023 |           |
| 28            | Yoav Tomer                 | Israël        | 2025 |           |
| 30            | Omer Senior                | Israël        | 2023 |           |
| 66            | Sagi Genis                 | Israël        | 2023 |           |
| 77            | Raz Twizer                 | Israël        |      |           |
| -             | Qays Ghanem                | Israël        | 2023 |           |
| -             | Alen Ožbolt                | SLO           | 2023 |           |

Laatste update: 16 juli 2022

## Buitenlanders in dienst
Er kunnen maximaal zes niet-Israëlische ingezetenen in een Israëlische club zijn, maar slechts vijf kunnen tegelijkertijd op het veld spelen. Degenen met een Joodse afkomst, getrouwd met een Israëliër of die voor een langere periode in Israël hebben gespeeld, kunnen een aanvraag voor een paspoort of een permanente verblijfsvergunning indienen waarmee ze met de Israëlische status kunnen spelen.
- Nederland Godfried Roemeratoe
- Nieuw-Zeeland Stefan Marinovic
- ESP Pablo González
- SLO Alen Ožbolt

### Staf

#### Technische staf
| Naam        | Nationaliteit | Functie           |
| ----------- | ------------- | ----------------- |
| Kobi Refua  | Israël        | Hoofdcoach        |
| Salim Tuama | Israël        | Assistent-trainer |
| Ami Genish  | Israël        | Keepertrainer     |

#### Medische staf
| Naam               | Nationaliteit | Functie        |
| ------------------ | ------------- | -------------- |
| Dr. George Canada  | Israël        | Medische arts  |
| Dr. Ran Tyne       | Israël        | Medische arts  |
| Michael Gershenzon | Israël        | Fysiotherapeut |
| Gil Puterman       | Israël        | Fysiotherapeut |

#### Begeleidende staf
| Naam             | Nationaliteit | Functie               |
| ---------------- | ------------- | --------------------- |
| Moshe Sinai      | Israël        | Teammanager           |
| Omer Buchsenbaum | Israël        | Hoofd opleiding jeugd |
| Michael Zandberg | Israël        | O19 jeugd trainer     |
| Omer Damari      | Israël        | O17 jeugd trainer     |
| Eli Bueno        | Israël        | Materiaal man         |

Laatste update: 16 juli 2022

## Bekende sporters
- Umut Güzelses
- Daniël de Ridder
- Ben Sahar
- Rifaat Turk
- Samuel Yeboah